# Kankyo Tannier

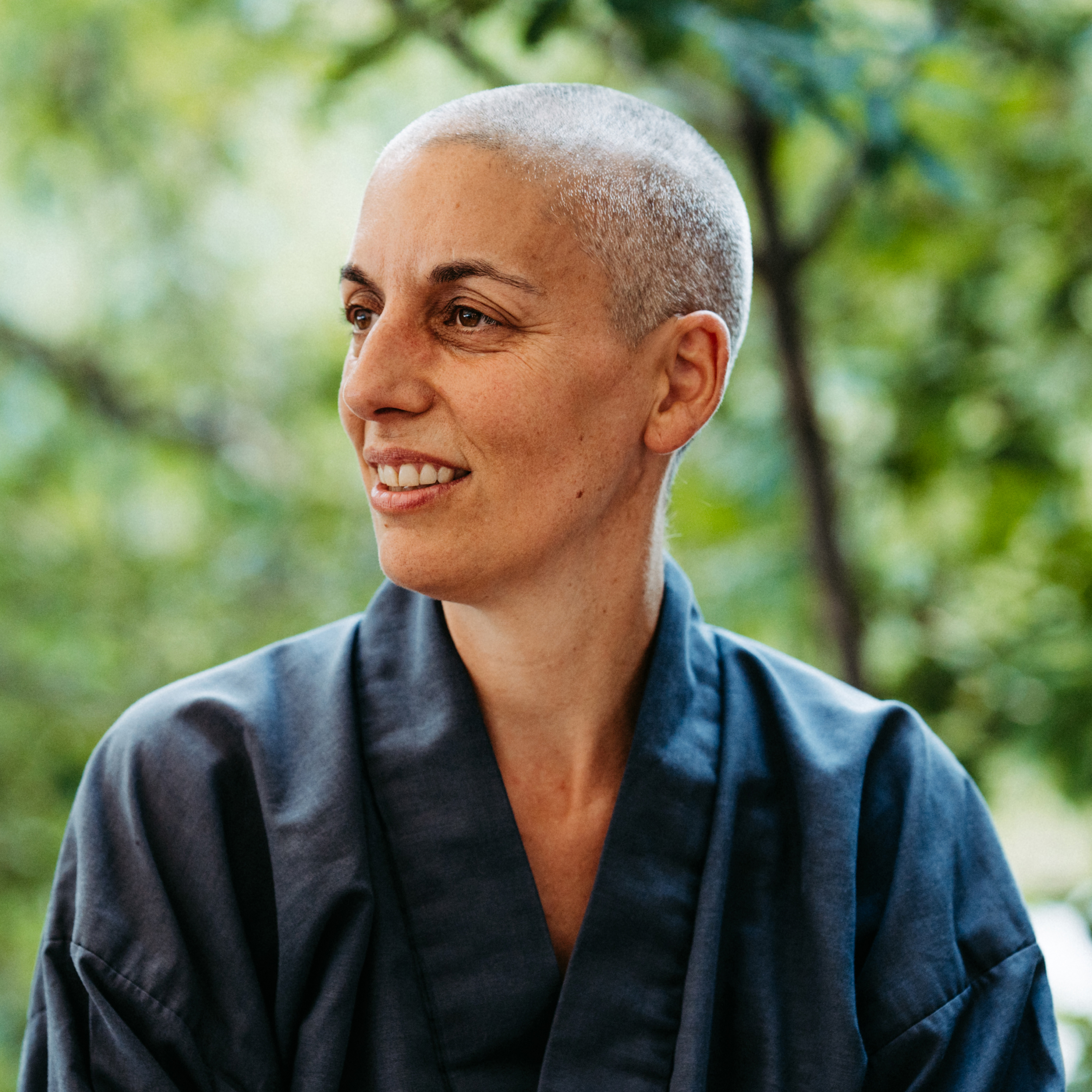
Kankyo Tannier

Kankyo Tannier (geb. 1974 in Paris als Isabelle Tannier Lorca) ist eine französische Zen-Meisterin, buddhistische Nonne und Lehrerin der Soto-Schule (Sōtō-shū) und Autorin.

## Leben und Wirken
Tannier wuchs in einer katholischen Arbeiterfamilie in der Gemeinde Clichy-sous-Bois nahe Paris auf. 1991 begann sie ein Jura-Studium an der Universität der Franche-Comté (Université de Franche-Comté) das sie 1997 mit dem Magister des öffentlichen Rechts (Maitrise de droit public) abschloss. Sie trat während des Studiums als Sängerin mit Chansons und Jazzstücken auf. Beeinflusst durch ein Buch des Dalai Lama trat sie im Sommer 2001 mit 26 Jahren in das 1999 gegründete buddhistische Kloster „Tai Kosan Ryūmon Ji“ (Tempel zum Drachentor am alten Berg) in Weiterswiller (Elsass) ein. 2002 wurde sie von Zen-Meister Olivier Wang-Genh zur buddhistischen Nonne der Sōtō-shū geweiht und nahm den buddhistischen Vornamen „Kankyo“ (Beobachtung des Spiegels des Universums) an. Von 2009 bis 2012 war sie Administratorin (Webmaster) der französischen buddhistischen Union (Union bouddhiste de France, UBF).
Sie unterrichtet Zen-Meditation im Sitzen (Zazen) und im Gehen (Kinhin). Sie bloggt, produziert Videos und Podcasts und nimmt an TED-Konferenzen teil. Ihr Ziel sei es, Zen-Meditation als Beispiel einer „zeitgenössischen und humorvollen Spiritualität“ zu zeigen. In ihrem 2017 erschienenem ersten Buch Ma cure de silence (dt. Stille) gibt sie Anleitungen für Meditationsübungen, die sie in 15-jähriger spiritueller Praxis entwickelt hat. Im Jahr 2018 erhielt sie von Olivier Wang-Genh die „Dharma-Übertragung“ (Shiho) und ist somit Meisterin und ermächtigt, den Sōtō-shū-Buddhismus zu lehren (und verpflichtet) und Schüler anzunehmen. 2019 hat sie den Kibo Lebenshof (jap. 希望), im Wald in der Nähe des Tempels, gegründet in der buddhistische Spiritualität, Tierschutz (Gnadenhof), Gemeinschaftsleben und Permakultur praktiziert werden. Im gleichen Jahr gründete Kankyo zusammen mit anderen praktizierenden Zen Buddhisten das Zentrum für Zen-Meditation in Luxemburg (Centre Méditation Zen du Luxembourg). Sie ist Leiterin des Zentrums und hält regelmäßig Vorträge zum Zen-Buddhismus.

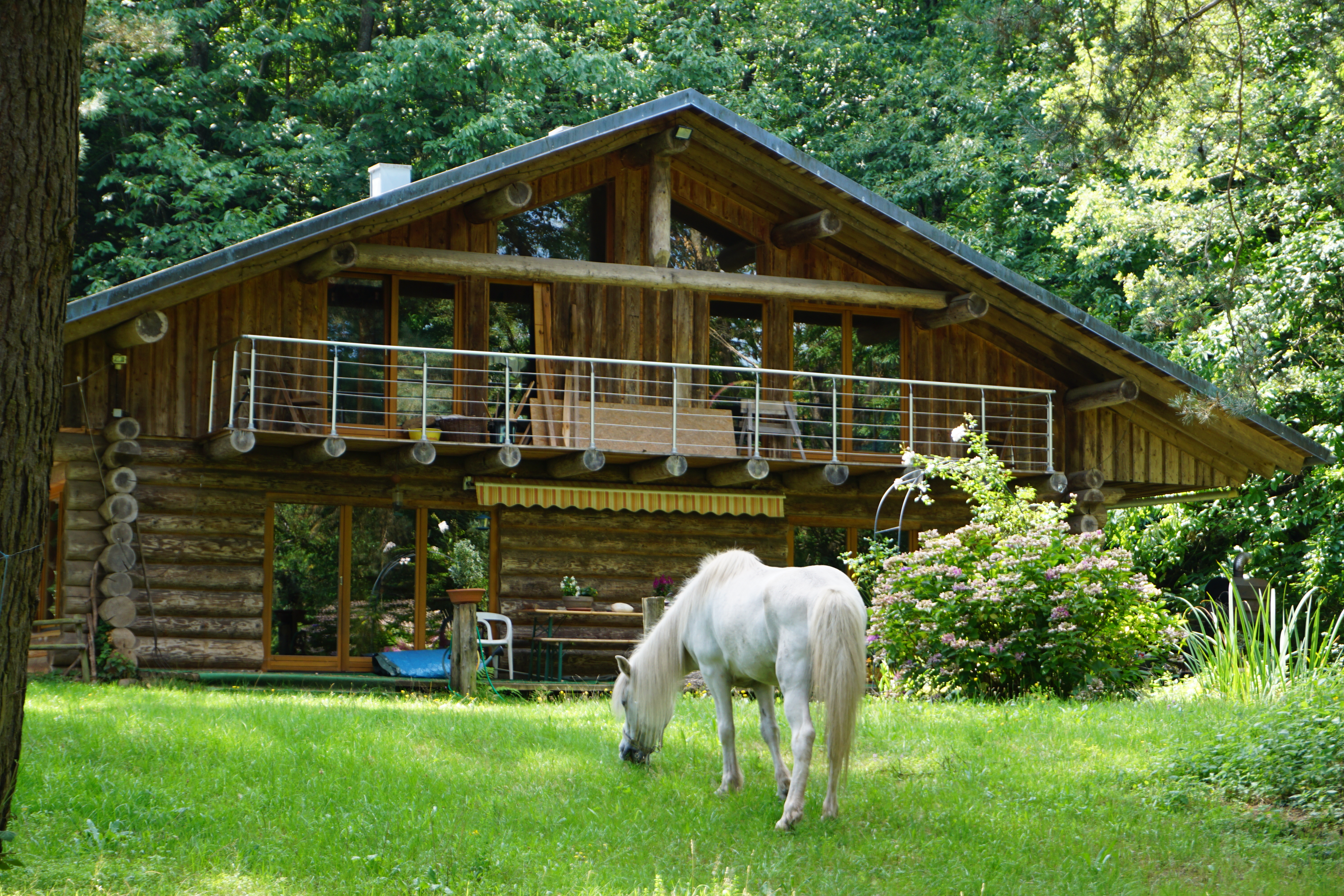
Kibo-Wohngebäude
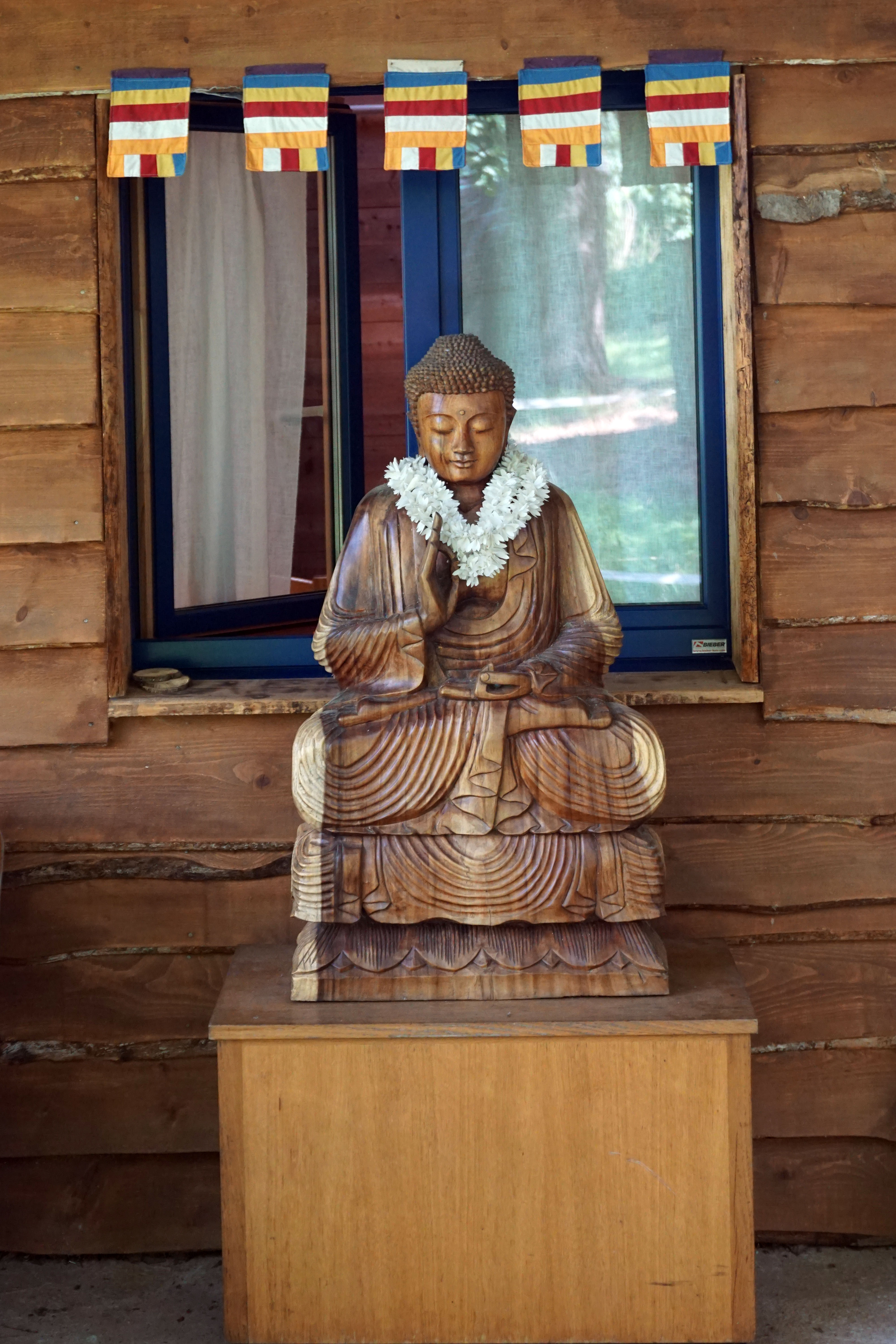
Kibo-Altar mit Buddha-Statue
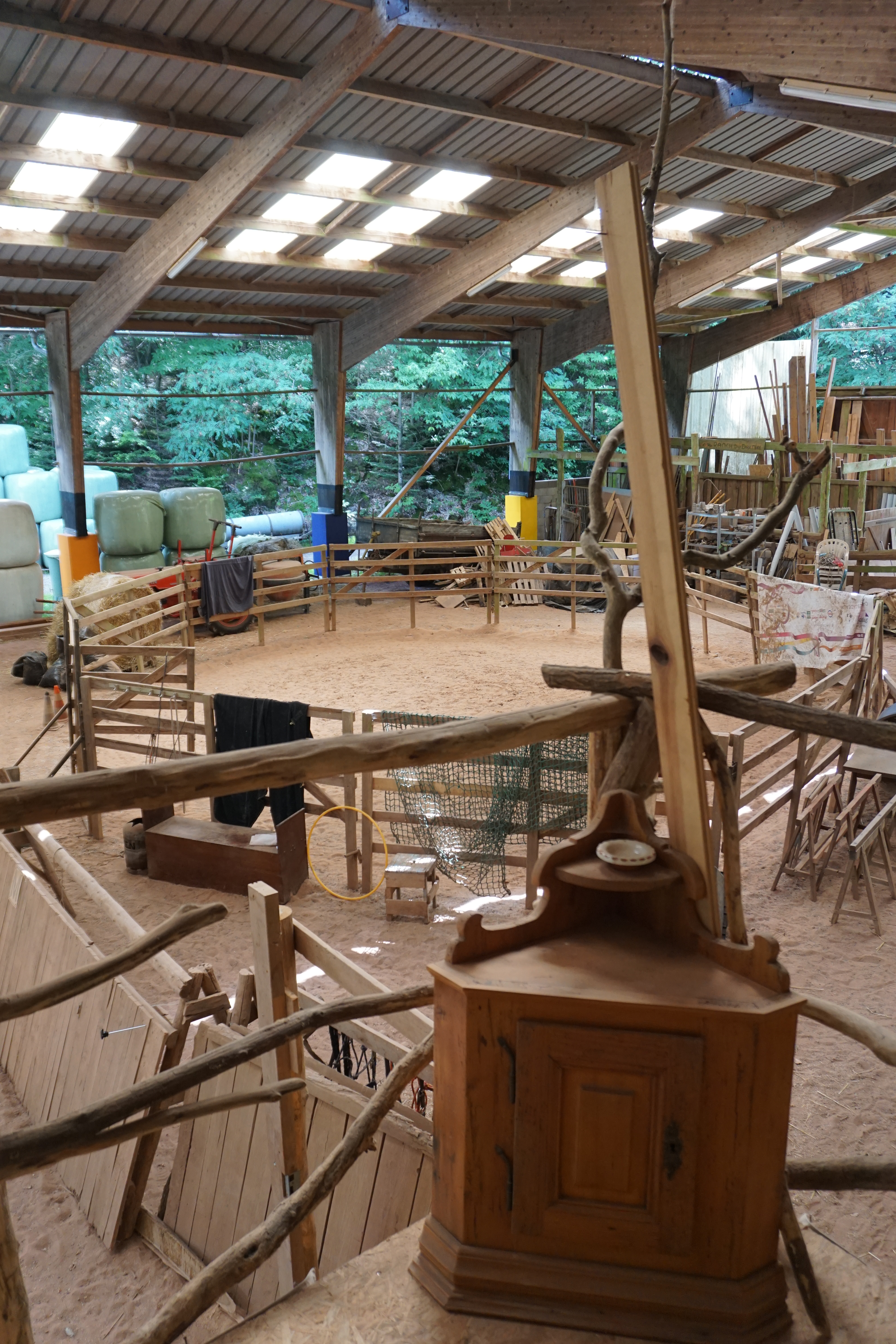
Kibo-Reiterhalle
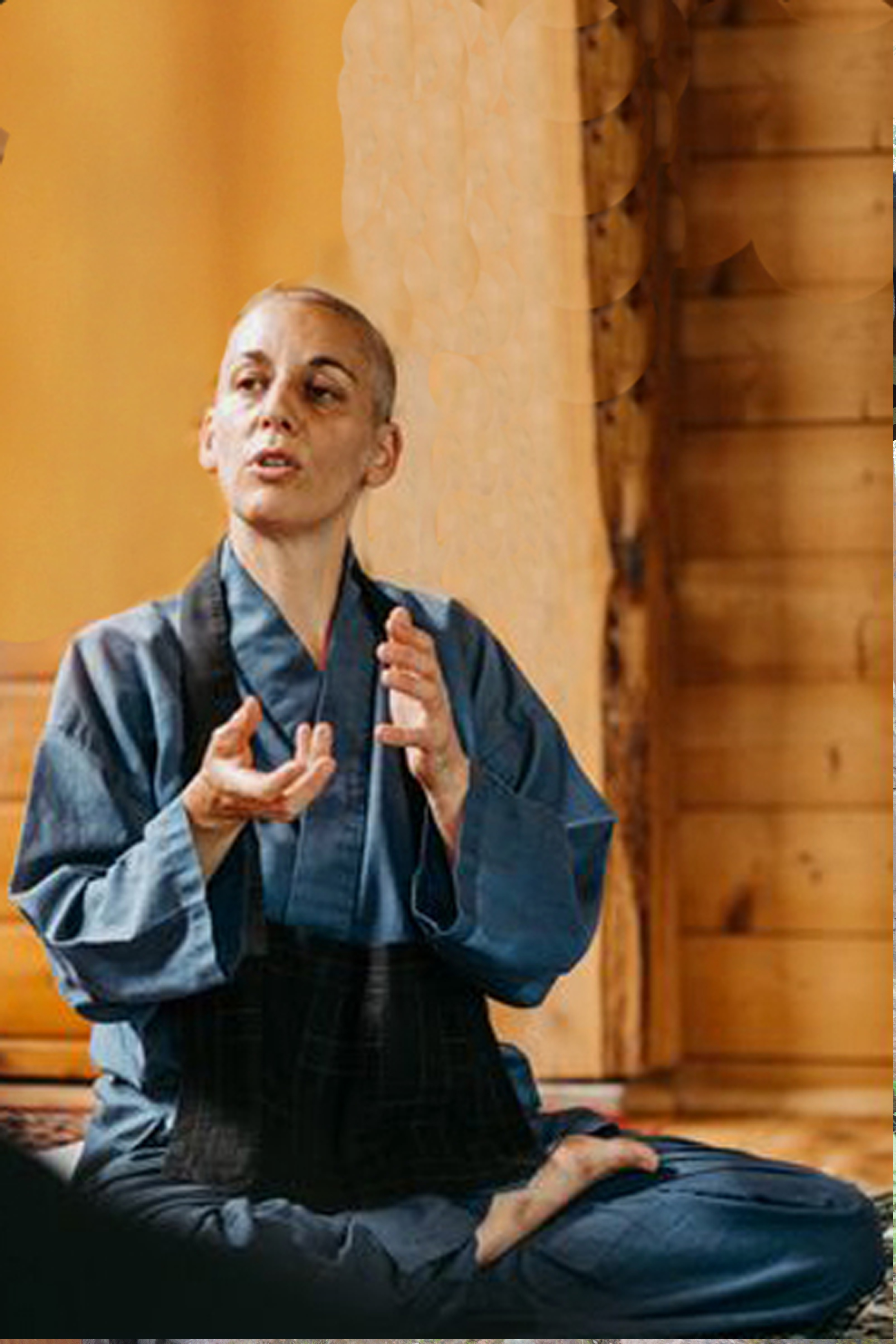
Kankyo Tannier beim Taisho-Vortrag

## Lehre
Kankyo Tannier lehrt, dass Stille eine wichtige Rolle spielt, wenn man ein erfülltes Leben führen will. Sie betont, dass man die kleinen Momente des Alltags viel mehr genießen kann, wenn man sich bewusst Zeit für Stille nimmt. Dadurch kann man auch Heilung finden. Tannier gibt praktische Tipps, wie man in lauten Umgebungen meditiert und mit digitalen Ablenkungen umgeht, damit man besser zur Ruhe kommt. Für sie ist Stille der Weg, um sich zu entschleunigen und wieder mit der Natur in Kontakt zu kommen. Sie glaubt, dass wir durch mehr Gelassenheit und Achtsamkeit in der Gesellschaft viel erreichen können.

## Publikationen
Deutsch
- Unterwegs ins Hier & Jetzt. Buddhistische Impulse, um aus jedem Moment das Beste zu machen. (À la recherche du temps présent) aus dem Französischen übersetzt von Maike und Stephan Schuhmacher, Lotos Verlag/Verlagsgruppe Random House, München 2019, ISBN 978-3-7787-8290-3
- Stille. Meine buddhistische Kur für ein leichteres Leben. (Ma cure de silence) aus dem Französischen übersetzt von Elisabeth Liebl, Arkana Verlag/Verlagsgruppe Random House, München 2018, ISBN 978-3-442-34235-8

Französisch
- Danser au milieu du chaos. Secrets zen d'une nonne bouddhiste (Vie pratique et bien-être), Éditions Flammarion, 2021, ISBN 978-2-286-16736-3

Englisch
- The Gift of Silence: Finding peace in a world full of noise, Yellow Kite, 2018, ISBN 978-1-4736-7343-4

Spanisch
- La magia del silencio (Prácticos), Editorial Planeta, S.A., 2017, ISBN 978-84-08-17731-9

Italienisch
- La magia del presente, Sperling & Kupfer, Milano 2019, ISBN 978-88-200-6681-9

Chinesisch
- 静音 : 应对复杂世界的简单方法 (Ma cure de silence) Jing yin : Ying dui fu za shi jie de jian dan fang fa (Ma cure de silence). Beijing 2019, ISBN 978-7-5086-9991-2

Portugiesisch
- A magia do agora, ARENA 2021, ISBN 978-989-784-182-8